# 莫尔迈松
莫尔迈松（法語：Mormaison，法語發音：[mɔʁmɛzɔ̃]）是法国卢瓦尔河地区大区旺代省的一个旧市镇，位于该省北部，属于永河畔拉罗什区。2016年1月1日，莫尔迈松和相邻的另外2个市镇合并为新市镇蒙特雷韦尔（Montréverd）。

## 地理
莫尔迈松（46°54'25"N, 1°27'0"W）面积15.44 平方千米，位于法国卢瓦尔河地区大区旺代省，该省份为法国西部沿海省份，北起大西洋卢瓦尔省和曼恩-卢瓦尔省，西临大西洋，南至滨海夏朗德省，东部及东南部与德塞夫勒省接壤。
与莫尔迈松接壤的市镇（或旧市镇、城区）包括：维埃耶维涅、布洛涅河畔莱吕克、罗什塞维耶尔、蒙特雷韦尔、圣叙尔皮斯-勒韦尔东、圣安德烈特雷兹瓦。
莫尔迈松的时区为UTC+01:00、UTC+02:00（夏令时）。

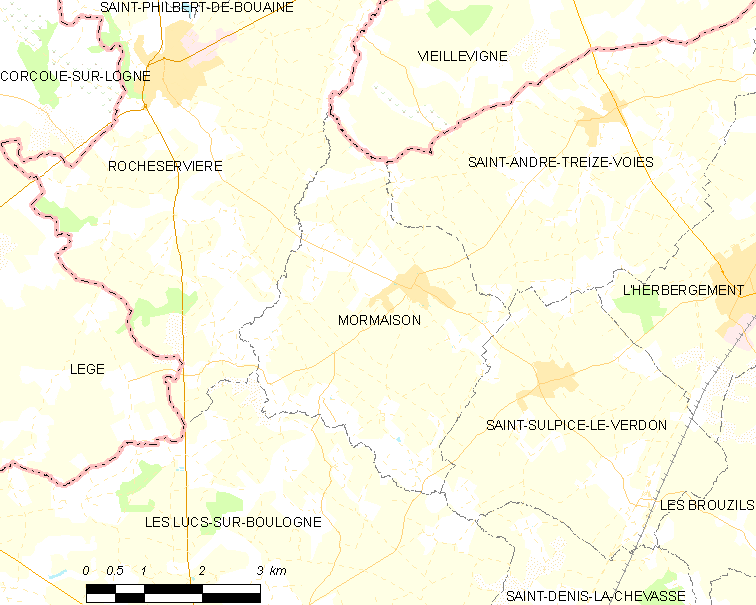
莫尔迈松的OSM定位图

## 行政
莫尔迈松的邮政编码为85260，INSEE市镇编码为85150。

## 政治
莫尔迈松所属的省级选区为艾泽奈县。

## 人口

1962-2008年间莫尔迈松人口变化图示

莫尔迈松于2018年1月1日时的人口数量为1212人。